# يانغ هويان
يانغ هويان (بالصينية: 杨惠妍) مواليد 1981، هي المساهم الرئيسي في شركة كنتري قاردن المملوكة لعائلتها وهي خامس أغنى شخص في بر الصين الرئيسي. وهي حاليا أصغر مليارديرة من الإناث فضلا عن أنها أغنى امرأة في آسيا. وهي في الترتيب 154 بين الأشخاص الأغنى في العالم بثروة تقدر بـ 8.2 مليار دولار أمريكي.
هي ابنة يانغ قوه تشيانغ والذي بدأ شركته في 1997 وقام نقل ملكية 70% من أسهم الشركة إلى ابنته. تخرجت من جامعة ولاية أوهايو في عام 2003.